# Tomislav Nikolić
Tomislav Nikolić (no alfabeto cirílico: Томислав Николић; Kragujevac, 15 de fevereiro de 1952) é um político sérvio de direita, atual líder do Partido Radical Sérvio (temporário enquanto Vojislav Šešelj está no TCIJ), que foi presidente do país entre 2012 e 2017.
Foi treinado para ser um técnico em construção, e trabalhou na companhia de construções "Žegrap". Dirigiu a construção da ferrovia Belgrado-Bar, além de conduzir outros trabalhos em Majdanpek, Pribo, Prijepolje, Trebinje, Belgrado, entre outros lugares na antiga Iugoslávia. ELiderou o departamento de investimentos da companhia "22. decembar" por doze anos. Por dois anos, foi diretor técnico dos trabalhos públicos em Kragujevac.
Nos anos 90, se tornou membro do Partido Radical do Povo, que se fundiu ao Movimento Chetnik Sérvio para formar o Partido Radical Sérvio. Se tornou membro do novo partido em 23 de janeiro de 1991. Foi eleito vice-presidente do partido e, nos últimos três Congressos dos Radicais Sérvios, foi eleito presidente dos representantes.
É deputado na Assembleia Nacional da Sérvia desde 1991, o único a ser eleito continuamente desde então. Durante o governo de Slobodan Milošević e do Partido Socialista da Sérvia, ele e Šešelj foram sentenciados a três meses de prisão, cumpridos em Gjilan.
Em março de 1998, porém, o SRS criou uma coalizão com o SPS e Nikolić se tornou o vice-presidente do Governo da Sérvia, e no final de 1999, o vice-presidente do governo da República Federal da Iugoslávia (agora completamente dissolvida).
Concorreu nas eleições presidenciais da Sérvia em 2000, acabando em terceiro lugar atrás de Vojislav Koštunica e Slobodan Milošević.
Nikolić também foi um candidato à presidência nas eleições presidenciais da Sérvia, 2004. No primeiro turno, recebeu 30,1% dos votos. No segundo turno, recebeu 45,4% dos votos, mas perdeu para Boris Tadić.
Em 2005, a mídia sérvia publicou declarações de Nataša Kandić dizendo que, durante a Guerra Civil Iugoslava, Nikolić participou de uma força paramilitar que executou vários civis na vila croata de Antin, ao norte de Vinkovci. Nikolić respondeu que, embora ele realmente estivesse em Antin, nenhum civil morreu durante aquele período. O Partido Radical Sérvio também processou Kandić por calúnia.
Tem um número significativo de seguidores na Sérvia, mas também muitos críticos, que o veem como membro da extrema-direita, incapaz de qualquer compromisso exceto com o Oeste ou com os partidos moderados. Ele é bem conhecido por seu vigor, às vezes chegando ao ponto de insultos abertos e xingamentos contra oponentes políticos, inclusive na tribuna do parlamento. Em uma ocasião, quando o primeiro-ministro Zoran Đinđić teve que usar uma bengala por causa de um ferimento na perna causado durante uma partida de futebol, Nikolić lembrou que Josip Broz Tito, o ditador comunista da Jugoslávia, também teve um problema na perna pouco antes de sua morte. Esta declaração atingiu repercussão significativa por causa do assassinato de Đinđić alguns dias mais tarde. Para muitos, aquele discurso foi mais do que apenas uma coincidência. Nikolić, porém, desmentiu qualquer ligação, dizendo que estava profundamente triste e que não teria dito aquilo se soubesse o que estava para acontecer. Porém, ele se recusou a retirar sua declaração de que estava feliz pela morte de Slavko Ćuruvija, um jornalista oposicionista alvejado por um atirador desconhecido durante o regime de Milošević.
Publicou treze livros até 2005, a maioria sobre política. Ele e sua esposa, Dragica, têm dois filhos, Radomir e Branislav.
A 25 de janeiro de 2017, por ocasião da sua visita de Estado a Lisboa, foi agraciado com o Grande-Colar da Ordem do Infante D. Henrique, de Portugal.